# Campanha do Norte da Virgínia
A Campanha do Norte da Virgínia, também conhecida como a Segunda Campanha de Bull Run ou Segunda Campanha de Manassas, foi uma série de batalhas travadas na Virgínia entre agosto e setembro de 1862, no Teatro Oriental da Guerra de Secessão. O general confederado Robert Edward Lee, depois do êxito das batalhas dos Sete Dias, na Campanha da Península, dirigiu suas tropas para o norte, na direção de Washington, D.C., a fim de derrotar o major-general John Pope e seu Exército da Virgínia.
Preocupado com a possibilidade do exército de Pope combinar forças com o Exército do Potomac, do major-general George B. McClellan e dominá-lo, Lee enviou o major-general Thomas J. "Stonewall" Jackson para o norte a fim de interceptar o avanço de Pope em direção a Gordonsville. As duas forças inicialmente entraram em confronto em Cedar Mountain, em 9 de agosto, uma vitória confederada. Lee considerou que o exército de McClellan, na península da Virgínia, não era mais uma ameaça para Richmond e enviou grande parte do restante do seu exército, sob o comando do general James Longstreet, para se juntar a Jackson. Jackson realizou uma manobra de grande alcance em torno do flanco direito de Pope, tomando um grande depósito de suprimentos na retaguarda de Pope, em Manassas Junction, posicionando sua força entre Pope e Washington, D.C. Movimentando-se para uma posição defensiva muito boa perto do campo de batalha da Primeira Batalha de Bull Run (Primeira Manassas) de 1861, Jackson repeliu com êxito os ataques da União em 29 de agosto até que os comandados de Lee e Longstreet chegassem ao campo de batalha. Em 30 de agosto, Pope atacou novamente, mas ficou surpreso ao ficar preso entre os ataques de Longstreet e Jackson, e foi forçado a se retirar com pesadas perdas. A campanha foi concluída com outra manobra pelos flancos realizada por Jackson, que culminou com a derrota de Pope na batalha de Chantilly, em 1 de setembro.
A manobra do Exército da Virgínia do Norte de Lee contra Pope é considerada uma obra-prima militar. O historiador John J. Hennessy escreveu que "Lee pode ter travado batalhas mais inteligentes, mas esta foi a sua maior campanha."

## Antecedentes e forças beligerantes
Eu vim para vocês do Oeste, onde temos sempre visto as costas dos nossos inimigos, de um exército cuja atividade tem sido a busca do adversário, e de vencê-lo quando for encontrado; cuja política tem sido a de ataque e não a de defesa.... Olhemos para adiante de nós, e não para trás. O sucesso e a glória estão no avanço; o desastre e a vergonha estão de tocaia na retaguarda.

John Pope, ordem para os "Oficiais e Soldados do Exército da Virgínia", 14 de julho
Após o colapso da Campanha da Península de George B. McClellan nas batalhas dos Sete Dias de junho de 1862, o presidente Abraham Lincoln nomeou John Pope para comandar o recém-formado Exército da Virgínia. Pope havia conseguido algum sucesso na Teatro Ocidental, e Lincoln procurou um general mais agressivo do que McClellan. Pope não era popular perante seus chefes militares subordinados - no total de três oficiais selecionados como comandantes de corpos de exército e tecnicamente superiores hierarquicamente a ele - ou perante seus oficiais subalternos, em razão de suas ordens prepotentes que deixavam implícito serem os soldados orientais inferiores aos ocidentais. Alguns de seus homens alistados eram incentivados pelo tom agressivo de Pope.
O Exército da União da Virgínia foi constituído em 26 de junho de 1862, a partir de quatro departamentos existentes operando em torno da Virgínia: o Departamento da Montanha, do major-general John Charles Frémont; o Departamento do Rappahannock, do major-general Irvin McDowell; o Departamento do Shenandoah, do major-general Nathaniel Prentice Banks; a brigada do Distrito Militar de Washington, do brigadeiro-general Samuel D. Sturgis e a divisão do oeste da Virgínia do brigadeiro-general Jacob Dolson Cox. O novo exército foi dividido em três corpos de exército de 51.000 homens, sob o comando do major-general Franz Sigel, substituindo Frémont, que se recusou a servir sob o comando de Pope (seu oficial subalterno na hierarquia) e renunciou a seu comando. (I Corpo de exército); Banks (II Corpo de exército) e McDowell (III Corpo de exército) . As tropas de Washington de Sturgis constituíam o exército reserva. As brigadas de cavalaria, sob o comando do coronel John Beardsley e dos generais-brigadeiros John Porter Hatch e George Dashiell Bayard estavam ligadas diretamente aos três corpos de infantaria, uma falta de controle centralizado que teve efeitos negativos na campanha. Partes de três corpos de exército (III, V e VI) do Exército do Potomac, de McClellan, e do IX, do major-general Ambrose Burnside (comandada pelo major-general Jesse L. Reno), posteriormente se juntaram a Pope para as operações de combate, aumentando seu efetivo para 77.000 homens.
Do lado confederado, o Exército da Virgínia do Norte do general Robert Edward Lee era organizado em duas "alas" ou "comandos" (a designação dessas unidades como "corpo de exército" não seria autorizada pelas leis confederadas até novembro de 1862) com cerca de 55.000 homens. A "ala direita" era comandada pelo major-general James Longstreet, a esquerda, pelo major-general Stonewall Jackson. A Divisão de Cavalaria sob o comando do major-general J. E. B. Stuart estava anexada à ala de Jackson. A organização confederada era consideravelmente mais simples do que a  herdada por Lee para as batalhas dos Sete Dias; naquela campanha havia onze divisões separadas, o que levou a falhas na comunicação e à incapacidade do exército para executar corretamente os planos de Lee para a batalha. William H.C. Whiting, Theophilus H. Holmes, Benjamin Huger, e John B. Magruder foram realocados em outros lugares. A estrutura de comando foi reorganizada como segue: a ala de Jackson compreendia seu antigo Exército do Vale; a Divisão de Stonewall (agora comandada pelo brigadeiro-general Charles Sidney Winder) e a divisão do major-general Richard Stoddert Ewell, mais o recém-adicionado comando do major-general A. P. Hill. Longstreet tinha sete divisões. Seu comando anterior foi dividido em duas partes lideradas pelos brigadeiros-generais Cadmus M. Wilcox e James L. Kemper. O major-general Richard H. Anderson ficou com a  divisão de Huger, e o brigadeiro-general John Bell Hood a de Whiting. Os brigadeiros-generais David Rumph Jones e Lafayette McLaws continuaram no comando de suas divisões, sendo que ambos faziam parte do Exército da Península, de Magruder. O comando do major-general Daniel Harvey Hill também foi colocado sob a liderança de Longstreet. Também se juntou a brigada independente da Carolina do Sul, do brigadeiro-general  Nathan G. "Shanks" Evans. McLaws e Hill foram deixados em Richmond, e assim Longstreet levaria apenas cinco divisões para o norte.

## Planos e movimentos iniciais
A missão de Pope era a de cumprir alguns objetivos: proteger Washington e o vale do Shenandoah, e atrair as forças confederadas para longe de McClellan movendo-se na direção de Gordonsville. Pope começou com este último, através do envio da cavalaria para interromper a conexão da ferrovia Virginia Central Railroad entre Gordonsville, Charlottesville, e Lynchburg. A cavalaria sob o comando de Hatch teve uma partida demorada e descobriu que Stonewall Jackson já havia ocupado Gordonsville em 19 de julho com mais de 14.000 homens. (Depois de um subsequente segundo fracasso em bloquear a ferrovia em 22 de julho, Pope destituiu Hatch de seu comando na cavalaria e transferiu-o para o comando de uma brigada de infantaria na divisão do III Corpo de exército do brigadeiro-general Rufus King.)
Pope tinha um objetivo adicional, mais amplo, incentivado por Abraham Lincoln. Pela primeira vez, a União tencionava pressionar a população civil da Confederação, levando algumas das dificuldades da guerra diretamente até eles. Pope emitiu três ordens gerais sobre o assunto para o seu exército. A Ordem Geral No. 5 instruía o exército a "sobreviver no campo", reembolsando os fazendeiros com vales que seriam pagos após a guerra apenas aos "cidadãos leais dos Estados Unidos". Para alguns soldados, isso se tornou uma licença informal para pilhar e roubar. As Ordens Gerais 7 e 11 lidavam com os problemas persistentes das guerrilhas confederadas que agiam na retaguarda do avanço dos exércitos da União. Pope ordenou que toda casa de onde partissem tiros contra as tropas da União fossem queimadas e seus ocupantes tratados como prisioneiros de guerra. Os oficiais da União foram instruídos a "prender todos os cidadãos desleais do sexo masculino dentro de suas linhas ou de seu alcance". Estas ordens eram substancialmente contrárias à filosofia de guerra de seu colega McClellan, que, sem dúvida, causou alguma animosidade entre os dois homens durante a campanha. As autoridades confederadas ficaram indignadas e Robert E. Lee rotulou Pope de "meliante" e acrescentou que ele "deveria ser reprimido".
Baseado em suas experiências das batalhas dos Sete Dias, Lee concluiu que McClellan não atacaria, e que ele poderia, então, enviar a maior parte de seu exército para mais longe de Richmond. Isto lhe permitiu deslocar Jackson para Gordonsville para barrar Pope e proteger a região central da Virgínia. Lee tinha planos maiores em mente. Uma vez que o Exército da União estava dividido entre McClellan e Pope e que eles estavam muito distantes um do outro, Lee viu uma oportunidade para destruir Pope antes de voltar sua atenção para McClellan.
Em 26 de julho, Lee reuniu-se com o lendário cavaleiro e guerrilheiro partisan capitão John S. Mosby, que tinha acabado de ser trocado, como um prisioneiro de guerra. Tinha estado sob custódia da União na região de Hampton Roads, observado uma significativa atividade de transporte naval e deduziu que as tropas do major-general Ambrose Burnside, que lutaram na Carolina do Norte, estavam sendo enviadas para reforçar Pope. Querendo tomar medidas imediatas antes que aquelas tropas estivessem em posição, no dia seguinte, Lee ordenou ao major-general A.P. Hill que se juntasse a Jackson com seus 12.000 homens, enquanto distraía McClellan com bombardeios de artilharia e movimentações aleatórias para encobrir o seu real objetivo. McClellan avançou uma força de desembarque de Harrison para Malvern Hill, e Lee se deslocou para o sul para enfrentar a ameaça, mas McClellan, posteriormente, retirou seu avanço. Ainda convencido de estava em grande desvantagem numérica, McClellan enviou mensagens para Washington informando que precisaria de pelo menos mais 50.000 homens antes que pudesse tentar outro ataque a Richmond. Em 3 de agosto, o general em chefe Henry Wager Halleck instruiu McClellan para dar início à sua retirada definitiva da península e retornar para o norte da Virginia para apoiar Pope. McClellan protestou e não começou seu reposicionamento, até 14 de agosto. O Exército do Potomac retornou a Washington com exceção de uma divisão do IV Corpo de exército, que foi deixado na península da Virgínia.

## Batalhas e movimentações

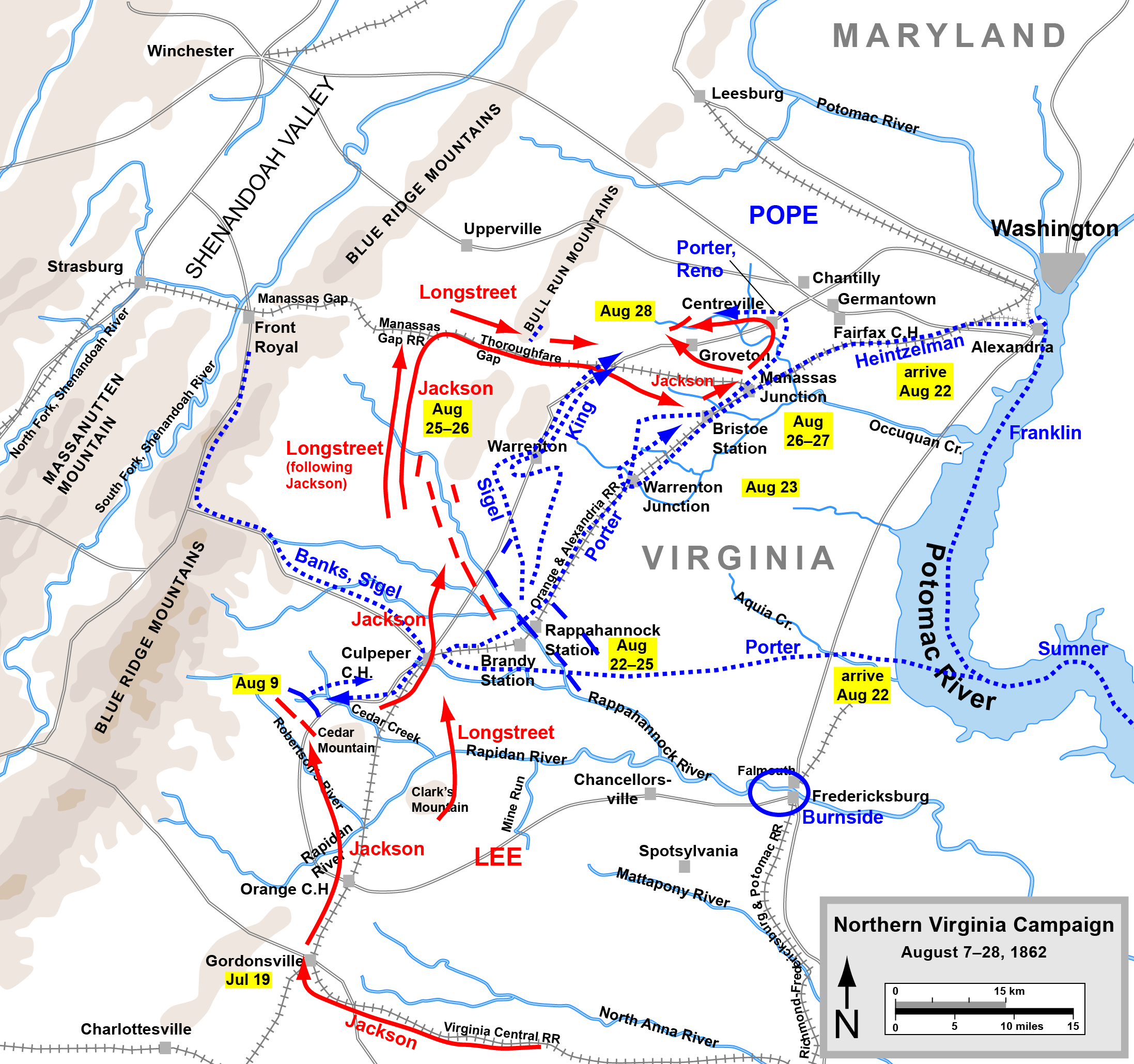
Campanha do Norte da Virgínia, 7 de agosto - 28 de agosto de 1862.
Confederados
União

Em 29 de julho, Pope transferiu seu quartel-general de Washington para o campo. Foi informado por Halleck do plano de juntar-se ao exército de McClellan, mas ao invés de esperar para que isso ocorresse, deslocou algumas de suas forças para uma posição perto de Cedar Mountain, de onde pudesse lançar ataques a Gordonsville com a cavalaria. Jackson avançou para Culpeper Court House em 7 de agosto, esperando atacar um dos corpos de exército de Pope antes que o resto do exército pudesse estar concentrado.

### Cedar Mountain
Em 9 de agosto, o corpo de exército de Nathaniel Banks atacou Jackson em Cedar Mountain, obtendo uma vantagem inicial. O brigadeiro-general confederado Charles Sidney Winder foi morto e sua divisão desfeita. Um contra-ataque confederado liderado pelo major-general A. P. Hill fez com que Banks recuasse através de Cedar Creek. O avanço de Jackson foi interrompido, entretanto, pela divisão da União do brigadeiro-general James B. Ricketts. Até agora Jackson tinha aprendido que os corpos de exército de Pope estavam todos juntos, frustrando seu plano de derrotar cada um em ações separadas. Permaneceu na posição até 12 de agosto, e então, retirou-se para Gordonsville.

### Lee avança para o Rappahannock
Em 13 de agosto, Lee enviou Longstreet para reforçar Jackson, e no dia seguinte Lee enviou todas as suas forças restantes (com exceção de duas brigadas) pois, estava certo de que McClellan estava deixando a península da Virgínia. Lee chegou a Gordonsville para assumir o comando em 15 de agosto. Posicionou o Exército da Virgínia do Norte ao sul de Clark's Mountain e planejou uma manobra de grande alcance para derrotar Pope antes que o exército de McClellan pudesse chegar a reforçá-lo. Seu plano era enviar sua cavalaria sob o comando de Stuart, seguida por todo o seu exército, em direção ao norte do rio Rapidan em 18 de agosto, protegidos de serem vistos pela Clark's Mountain. Stuart cruzaria e destruiria a ponte da ferrovia em Somerville Ford e então se deslocaria pelo flanco esquerdo de Pope até a retaguarda Federal, destruindo os suprimentos e bloqueando as suas possíveis rotas de recuo. As dificuldades logísticas e os atrasos no deslocamento da cavalaria fizeram com que o plano fosse abandonado.
Em 20-21 de agosto, Pope retirou-se para a linha do rio Rappahannock. Ele sabia do plano de Lee porque um ataque da cavalaria da União capturou uma cópia da ordem escrita. Stuart quase foi capturado durante este ataque; a sua capa e chapéu de plumas não escaparam, no entanto, e Stuart retaliou em 22 de agosto com um ataque ao quartel-general de Pope na Catlett's Station, capturando a casaca do comandante da União. O ataque de Stuart demonstrou que o flanco direito da União era vulnerável a um movimento de rotação, embora as inundações do rio provocadas por fortes chuvas tornariam isso difícil. Ele também revelou os planos para reforçar o exército de Pope, que acabaria por levá-lo a ter um efetivo de 130.000 homens, mais do que o dobro do tamanho do Exército da Virgínia do Norte.

### Escaramuças no Rappahannock
Os dois exércitos travaram uma série de pequenas ações entre 22 e 25 de agosto ao longo do rio Rappahannock, incluindo Waterloo Bridge, Lee Springs, Freeman's Ford, e Sulphur Springs, resultando em algumas centenas de vítimas. Juntas, essas escaramuças mantiveram a atenção dos dois exércitos ao longo do rio. As fortes chuvas tinham feito o nível do rio subir e Lee não foi capaz de forçar uma travessia. Pope pensou em realizar um ataque através do rio para atingir o flanco direito de Lee, mas ele também foi impedido pelo nível elevado das águas. Enquanto isso, reforços do Exército do Potomac estavam chegando da península da Virgínia: o III Corpo de exército do major-general Samuel P. Heintzelman, o V Corpo de exército do major-general Fitz John Porter e elementos do VI Corpo de exército sob o comando do brigadeiro-general George W. Taylor. O novo plano de Lee, em face de todas estas forças adicionais excedendo em número a dele, foi enviar Jackson e Stuart com a metade do exército em uma marcha com direção a um dos flancos do exército de Pope a fim cortar a linha de comunicação do adversário, a Orange and Alexandria Railroad. Pope seria forçado a recuar e poderia ser derrotado enquanto estivesse vulnerável no deslocamento. Jackson partiu em 25 de agosto e chegou a Salem (atual Marshall) naquela noite.

### Ataque a Manassas Station

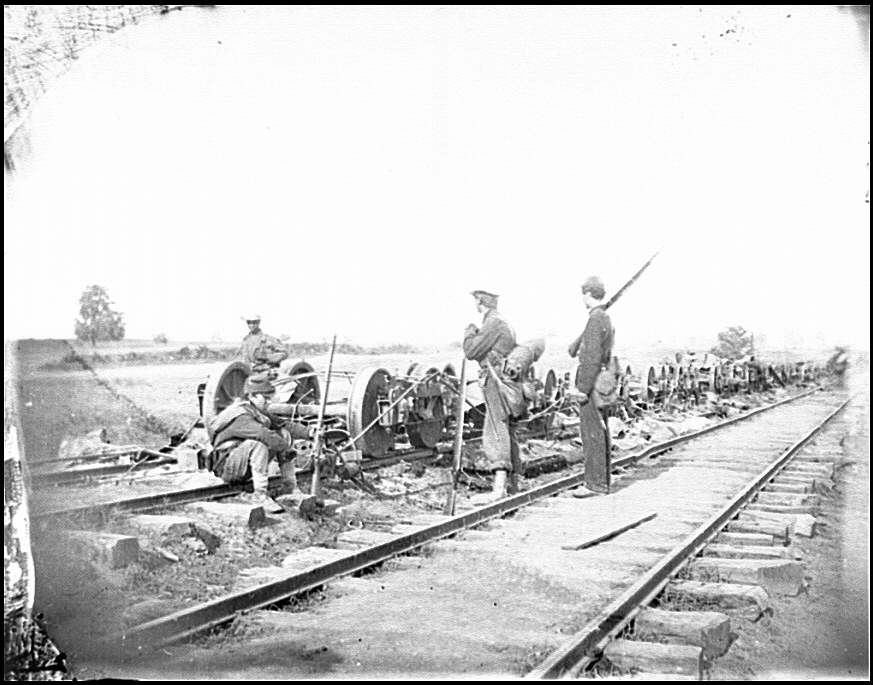
Os soldados da União na Orange and Alexandria Railroad.

Na noite de 26 de agosto, depois de passar próximo ao flanco direito de Pope via Thoroughfare Gap, a ala do exército de Jackson atingiu a Orange and Alexandria Railroad em Bristoe Station e antes do amanhecer de 27 de agosto marchou para capturar e destruir o grande depósito de suprimentos da União em Manassas Junction. Este movimento surpresa forçou Pope a executar uma retirada abrupta de sua linha defensiva ao longo do Rappahannock. Em 27 de agosto, Jackson derrotou a Brigada de Nova Jersey do VI Corpo de exército perto de Bull Run Bridge, ferindo mortalmente seu comandante George W. Taylor. A divisão confederada do major-general Richard Stoddert Ewell efetuou uma ação de retaguarda rápida contra a divisão do major-general Joseph Hooker em Kettle Run, resultando em cerca de 600 baixas. Ewell manteve-se à retaguarda das forças da União até o anoitecer. Durante a noite de 27 - 28 de agosto, Jackson deslocou suas divisões em direção ao norte, para o campo de batalha da Primeira Bull Run (Manassas), onde se posicionou atrás de um declive da ferrovia inacabada.

### Thoroughfare Gap
Após as escaramuças perto de Chapman's Mill em Thoroughfare Gap, a divisão da União de James B. Ricketts foi flanqueada em 28 de agosto por uma coluna confederada passando por Hopewell Gap vários quilômetros ao norte e por tropas que queriam garantir posição no terreno mais elevado de Thoroughfare Gap. Ricketts retirou-se, e a ala do exército de Longstreet prosseguiu através do desfiladeiro para se juntar a Jackson. Essa ação aparentemente inconsequente praticamente assegurou a derrota de Pope durante as batalhas de 29 e 30 de agosto, porque permitiu que as duas alas do exército de Lee se juntassem no campo de batalha de Manassas. Ricketts retirou-se, via Gainesville, para  Manassas Junction.

### Segunda Bull Run (Manassas)

Segunda Batalha de Bull Run: ações em 29 e 30 de agosto.

A batalha mais importante da campanha, Segunda Bull Run (Segunda Manassas), foi travada em 28-30 de agosto. A fim de atrair o exército de Pope para a batalha, Jackson ordenou um ataque a uma coluna federal que estava passando à sua frente em Warrenton Turnpike, em 28 de agosto. O combate em Brawner's Farm durou várias horas e resultou em um impasse.
Pope se convenceu de que havia encurralado Jackson e concentrou o grosso de seu exército contra ele. Em 29 de agosto, Pope lançou uma série de ataques contra a posição de Jackson ao longo do declive da ferrovia inacabada. Os ataques foram repelidos com pesadas baixas em ambos os lados. Ao meio-dia, Longstreet chegou ao campo de batalha vindo de Thoroughfare Gap e tomou posição no flanco direito de Jackson.
Em 30 de agosto, Pope renovou seus ataques, aparentemente ignorava que Longstreet estava no campo de batalha. Quando o grosso da artilharia confederada devastou um ataque da União efetuado pelo corpo de exército de John Porter Hatch, a ala composta de 28.000 homens de Longstreet contra-atacou no maior ataque em massa simultâneo da guerra. O flanco esquerdo da União foi esmagado e o exército recuou para Bull Run. Apenas uma ação de retaguarda eficaz da União impediu uma repetição do desastre da Primeira de Bull Run. A retirada de Pope para Centreville foi precipitada, apesar de tudo. No dia seguinte, Lee ordenou que seu exército acompanhasse a retirada do exercício da União.

### Chantilly
Fazendo uma marcha de acompanhamento, Jackson esperava interromper a retirada da União de Bull Run. Em 1 de setembro, para além de Chantilly Plantation, na Little River Turnpike, perto de Ox Hill, Jackson enviou suas divisões contra duas divisões da União sob os comandos dos majores-generais Philip Kearny e Isaac Stevens. Os ataques confederados foram interrompidos pela luta feroz durante uma tempestade severa. Os generais da União, Stevens e Kearny foram mortos. Reconhecendo que o seu exército estava ainda em perigo na Fairfax Courthouse, Pope ordenou a retirada até Washington.

## Consequências
A Campanha do Norte da Virgínia saiu caro para os dois lados, apesar do exército de Lee, com menor efetivo, gastar seus recursos com mais cuidado. As baixas da União foram de 16.054 homens (1.724 mortos, 8.372 feridos, 5.958 desaparecidos/capturados) dos cerca de 75 mil envolvidos, comparável aproximadamente às perdas de dois meses antes nas batalhas dos Sete Dias; as perdas confederadas foram de 9.197 homens (1.481 mortos, 7.627 feridos, 89 desaparecidos/capturados) de 48.500.

Eles [Exército da Virgínia do Norte] adquiriram aquela moral magnífica que os tornou igual a duas vezes o seu real número, e que nunca mais perderam até a rendição em Appomattox. E a confiança [de Lee] neles, e deles nele, eram tão iguais que nenhum homem conseguiria dizer qual era a maior.

Edward Porter Alexander, Fighting for the Confederacy
A campanha foi um triunfo para Lee e para seus dois principais subordinados. O historiador militar John J. Hennessy descreveu-a como a maior campanha de Lee, o "casamento mais feliz de estratégia e táticas que ele poderia conseguir". Ele equilibrou ações audaciosas com a devida cautela e escolheu para seus subordinados papéis de melhor efeito. A manobra de flanco de Jackson - 54 milhas em 36 horas em direção à retaguarda do Exército da União - foi "a manobra mais ousada de seu tipo durante a guerra, e Jackson executou-a com perfeição". O ataque de Longstreet em 30 de agosto, "oportuno, poderoso e veloz, esteve tão próximo de destruir um exército da União como ninguém mais faria".
Pope, superado por Lee, foi praticamente sitiado em Washington. Se não fosse por seus estreitos laços políticos e pessoais junto ao presidente Lincoln, sua carreira militar poderia ter sido completamente arruinada. Em vez disso, foi transferido para Milwaukee, Wisconsin, onde assumiu o comando do Departamento do Exército do Noroeste, e lutou na Guerra Dakota de 1862. O major-general George B. McClellan assumiu o comando de todas as forças da União em torno de Washington, e seu Exército do Potomac absorveu as forças do Exército da Virgínia, que foi dissolvido em 12 de setembro de 1862.
Com Pope deixando de ser uma ameaça e McClellan reorganizando o seu comando, Lee avançou seu exército na direção norte em 4 de setembro com a intenção de atravessar o rio Potomac e invadir Maryland, dando início à Campanha de Maryland e às batalhas de Harpers Ferry, South Mountain, e Antietam.
Os campos de batalha de Bull Run são preservados pelo Serviço Nacional de Parques no Manassas Battlefield National Park.

## Leituras adicionais
- Stackpole, Edward J. From Cedar Mountain to Antietam. Mechanicsburg, PA: Stackpole Books, 1993. ISBN 0-8117-2438-7.